# Dear David
Dear David és una pel·lícula de terror sobrenatural estatunidenca de 2023 dirigida per John McPhail, basada en el fil de Twitter homònim d'Adam Ellis. És protagonitzada per Augustus Prew, amb Andrea Bang, René Escobar Jr., Cameron Nicoll i Justin Long en papers secundaris. S'ha subtitulat al català.
Es tracta d'una coproducció entre BuzzFeed Studios i Lionsgate Films. La pel·lícula segueix l'empleat de BuzzFeed Ellis (Prew), que intenta combatre els trols en línia, però que acaba patint l'embruixament d'un esperit posseït per dimonis.
Dear David es va estrenar als cinemes i en estríming el 13 d'octubre de 2023, a càrrec de Lionsgate, amb crítiques negatives, que la van trobar genèrica i mancada d'ensurts.
El rodatge va tenir lloc a Toronto, i va acabar el desembre de 2021.